# Herr Glück
Herr Glück (engl. Mr. Bliss) ist ein Kinderbuch, das (wahrscheinlich in den 1930er Jahren) von J. R. R. Tolkien verfasst wurde. Erstmals veröffentlicht wurde es im Jahr 1982 bei Allen&Unwin. Die deutsche Erstveröffentlichung fand im Jahr 1983 statt. Die Übersetzung stammt von Anja Hegemann.

## Inhalt
Herr Glück ist ein Exzentriker. Er trägt extrem hohe Hüte, besitzt ein Haus und hält sich in seinem Garten ein Giraffinchen, auf dessen Rat er sich ein Auto zulegt. Der Leser begleitet Herrn Glück bei seiner ersten Ausfahrt, die auch die letzte mit diesem Automobil ist. Auf dieser Fahrt erlebt Herr Glück so manches Abenteuer und lernt Personen wie die Witwe Ritter und Wachtmeister Buff oder die Bärenbrüder Axel, Teddy und Bruno kennen. Neben einer Menge Ärger kostet der Ausflug Herrn Glück auch noch eine ganze Menge Geld und beinahe seinen guten Ruf.

## Hintergrund
Tolkien schrieb Mr. Bliss (Herr Glück), wie Roverandom und den Hobbit, zur Belustigung seiner Kinder. Er ließ einige Spielzeuge seiner Kinder mit in die Geschichte einfließen.
Tolkien hat die Geschichte reich illustriert. Diese Bilder machen einen erheblichen Teil des Reizes der Geschichte aus. In der Deutschen Ausgabe ist den Manuskriptseiten jeweils die Übersetzung des Textes von Anja Hegemann gegenübergestellt. Damit erhält der deutsche Leser gleich eine bilinguale Ausgabe des Buches.